# 东海大学短期大学部
东海大学短期大学部（日语：／ Tokai Daigaku Tanki Daigakubu *）是過去一所位于日本静冈县静冈市葵区的私立短期大学，於2021年停辦。

## 概要

### 简介
- 短期大学为于1952年开办[1]、由学校法人东海大学经营。前短期大学除现在的静冈校区在静冈县静冈市葵区以外、有了两个校园在东京都港区[注 1]和熊本县熊本市东区[注 3]。

### 历史
- 1952年 东海大学短期大学部成立并同时设置商科第二部[1]。
- 1963年 电信科第一部和第二部成立[2]。
- 1964年 机械科第一部和第二部、电气科第一部和第二部成立[3][2]。
- 1965年 生活科学科成立[2]。
- 1966年 食物营养学科成立[1]。
- 1969年 儿童教育学科成立[1]。
- 1971年 建设工学科成立[2]。
- 1972年 机械科第一部和第二部、电气科第一部和第二部、建设工学科各自招生最后[2]。
- 1977年 今年3月31日机械科第一部和第二部、电气科第一部和第二部、建设工学科各自正式停办[2]。
- 1982年 商科变更为商科商经学科、第一部成立于商经学科[2]。
- 1998年 商经学科第二部招生最后[2]。
- 1999年 电信科变更为信息・网络学科。信息・网络学科第二部招生最后[2]。
- 2000年 今年12月21日商经学科第二部正式停办[2]。
- 2003年 今年4月1日商经学科变更为管理信息学科、生活科学科变更为人类环境学科[2]。今年5月28日网络学科第二部正式停办[2]。
- 2005年 人间环境学科招生最后[2]。
- 2007年 今年4月信息・网络学科招生最后[2]。今年5月31日人间环境学科正式停办。[2]
- 2009年 今年9月30日信息・网络学科正式停办[2]。
- 2012年 管理信息学科招生最后[4]。
- 2021年 停辦。

### 宪章
- 请参看东海大学短期大学部的标志 （日語） 2014年1月5日阅览。

## 学校环境
- 静冈校区：在静冈县静冈市葵区
- 东京校区：在了东京都港区[注 1]
- 熊本校区[注 3]在了熊本县熊本市大江町渡鹿9-1-1[注 2]

## 历任校长
- 马场锄太郎：第一代短期大学校长[5]。
- 柴田正宪：现在短期大学校长[6]

## 组织

### 学科
- 管理信息学科[注 4]
- 食物营养学科
- 儿童教育学科

### 前学科
- 商经学科[注 6]
  - 第一部[注 6]
  - 第二部[注 7]
- 人类环境学科[注 5]
- 食物营养学科
- 儿童教育学科
- 信息・网络学科[注 8]
  - 第一部[注 8]
  - 第二部[注 9]
- 机械科[注 10]
  - 第一部[注 10]
  - 第二部[注 10]
- 电气科[注 10]
  - 第一部[注 10]
  - 第二部[注 10]
- 建设工学科[注 10]

### 专科
| - 没有 |

### 业余课程
| - 没有 |

### 附属机关
| - 图书馆 - 生活科学研究所 |

## 相关链接
- 日本短期大学列表
- 东海大学
- 东海大学医疗技术短期大学
- 东海大学福冈短期大学
- 东海大学工艺短期大学：已停办